# Acronicta ulmi
Acronicta ulmi är en fjärilsart som beskrevs av Harris 1869. Acronicta ulmi ingår i släktet Acronicta och familjen nattflyn. Inga underarter finns listade i Catalogue of Life.